# انصاریه (لبنان)
انصاریه (به عربی: الأنصاریة) یک منطقهٔ مسکونی در لبنان است که در شهرستان صیدا واقع شده است.